# Pedro Ortíz
Pedro Alfredo Ortíz Angulo (Esmeraldas, 19 febbraio 1990) è un calciatore ecuadoriano, portiere dell'Emelec e della nazionale ecuadoriana.

## Carriera

### Club
Ha giocato nella prima divisione ecuadoriana.

### Nazionale
È stato convocato dalla nazionale ecuadoriana per disputare la Copa América 2019 e quella del 2021.

## Palmarès

### Club

#### Competizioni nazionali
- Campionato ecuadoriano: 1

Delfín: 2019